# アービンドコンストラクション
株式会社アルヴィンドコンストラクション（Arvind Construction Company）はインドの建設業関連会社である。建設・建築業、石材などの建材の販売・輸出、代替エネルギー製品開発、ヘルスケアサービスなどの事業をインド国内および国外で行っている。建設業では、イラク、バグダッド政府の閣僚会議室を手がけ、太陽光発電パネルや風力発電ジェネレーターの設置も行っている。取り扱う石材の種類は、御影石、砂岩、ライムストーン、大理石、スレート、モザイク、石英岩、ストーンベニアなどがあり、欧州、北米、南・ラテンアメリカ、オーストラリア、日本などを中心に輸出を行っている。ヘルスケアサービスとしては、インドの医療サービス会社アポロクリニック(Apollo Health and Lifestyle Limited)と提携して、Apollo Clinic, Gurgaonを運営している。

## 主な製造・研究拠点
本社及び子会社はインド、ニューデリーに位置しており、ブンディ(Bundi)に工場、コータ(Kota)、ビジョリヤ(Bijolia)に在庫管理所, チェチャット(Chechat)に鉱山を所有している。

## 実績
国内における実績：
- ボカロー（Bokaro）鉄工場において、圧延ライン及び暖房炉の建設
- パンザラ（Panzara）川のアーセン（Earthen）ダムの建設
- ウッタル・プラデーシュ（Uttar Pradesh）における、シングローリ（Singrauli）スーパー地熱発電プロジェクトの整地事業
- ニルサ（Nirsa）における石材と石炭の発掘
- アッパーシンド水力発電プロジェクトにおいて、二工程目の建設
- スルナガール・パンポーレ（Srinagar, Pampore）の発電施設建造プロジェクトにおいて、操車場、タービン、機械設備土台、電気系統設備その他インフラ設備の建設
- オリッサ（Orissa）の南カラパニ（South Kaliapani）鉱山のクロム鉱石を取り出す作業に1985年から従事。

国外における実績：
- 大理石と御影石を用いたイラク政府の建物の建設
- Samawa Cement Public Companyの30,000平米に及ぶ社宅を、イラク、サマワにてターンキーベースで270宅建設
- イラク、サマワのサマワ鉄道の建設
- イラク、サマワのアル・ムサナ（AI-Muthanna）セメント工場において、工場ラインの建設

## CSR
Xertifixという児童労働反対団体の監視の下業務を行っており、ISO14001及び政府から環境保全基準適合認証を受けている。